# ORCA
ORCA Limited – wytwórnia płytowa, założona przez Wiktora Kubiaka w 1995 roku w Londynie.

## Dyskografia
- 1994: Edyta Górniak singel Once In A Lifetime - To nie ja
- 1995: Edyta Górniak album Dotknij....
- 1998: Edyta Górniak singel When you come back to me
- 1998: Edyta Górniak singel Anything
- 1998: Anita Lipnicka album To co naprawdę
- 1998: Anita Lipnicka singel Historia jednej miłości
- 1998: Anita Lipnicka singel O niczym
- 1999: Anita Lipnicka singel Gin z Tonikiem
- 1999: Edyta Górniak singel Linger
- 1999: Edyta Górniak singel One & One
- 1999: Edyta Górniak singel Hunting High & Low
- 1999: Edyta Górniak singel Stop!
- 2000: Anita Lipnicka album Moje oczy są zielone
- 2002: Edyta Górniak singel Nie proszę o więcej
- 2002: Edyta Górniak maxi singel Perła
- 2002: Edyta Górniak singel Słowa jak motyle
- 2003: Anita Lipnicka & John Porter album Nieprzyzwoite piosenki
- 2004: Anita Lipnicka & John Porter singel Then & Now